# Simeon Okezuo Nwobi
Simeon Okezuo Nwobi, C.M.F. (Eziama, 25 de março de 1960) é um prelado nigeriano da Igreja Católica, atual bispo da Diocese de Ahiara.

## Biografia
Depois de ingressar na Congregação dos Filhos Missionários do Imaculado Coração de Maria (Missionários Claretianos), fez a Primeira Profissão em 25 de março de 1983 e realizou estudos de filosofia no Instituto Claretiano de Filosofia de Maryland, Nedeke, Owerri, Estado de Imo. Ele estudou teologia no Bigard Memorial Seminary em Enugu. Fez a profissão perpétua em 11 de setembro de 1988 e recebeu a ordenação presbiteral em 21 de julho de 1990 para a Congregação Claretiana por Dom Plácido Rodriguez, C.M.F., bispo auxiliar de Chicago.
Ele possui pós-graduação em administração pública pela Universidade Estadual de Ciência e Tecnologia de Enugu, em Enugu, licenciatura em missiologia pela Pontifícia Universidade Gregoriana de Roma e mestrado em Administração Pública pela Universidade Nacional Aberta da Nigéria.
Exerceu os cargos de pároco de Santo Antônio de Igbo-Ora (1990-1992); ccônomo da Teologia Claretiana em Enugu (1992-1997); diretor do Departamento de Espiritualidade do Claretian Institute of Philosophy de Maryland, em Nedeke (1999-2000); professor no Bigard Memorial Seminary de Enugu (2000-2009); vigário provincial e prefeito de apostolado dos Missionários Claretianos, Província da Nigéria Leste (2005-2010); pároco de São Paulo em Nekede (2006-2010). Foi o Superior Provincial da Província Oriental da Nigéria dos Missionários Filhos do Imaculado Coração de Maria e Presidente do Conselho de Administração do Instituto Claretiano de Filosofia de Maryland, Nekede entre 2010 e 2022, além de Presidente da Associação dos Claretianos Africanos e Presidente dos Superiores Maiores da Nigéria entre 2019 e 2022 e Presidente do Conselho de Administração do Instituto de Vida Consagrada na África em Abuja, entre 2020 e 2022.
Em 14 de outubro de 2023, foi nomeado pelo Papa Francisco como bispo auxiliar do administrador apostólico da  Diocese de Ahiara, com a dignidade de bispo titular de Rusguniæ. Recebeu a ordenação episcopal em 19 de dezembro seguinte, na Catedral Maria Mater Ecclesiae de Ahiara, do arcebispo de Owerri, Lucius Iwejuru Ugorji, coadjuvado pelo bispo de Makurdi, Wilfred Chikpa Anagbe, C.M.F. e pelo bispo de Orlu, Augustine Tochukwu Ukwuoma.
Em 3 de maio de 2024, o Papa Francisco o nomeou como bispo diocesano de Ahiara. Fez sua entrada solene em 20 de junho do mesmo ano.